# Radar Film
 For alternative betydninger, se Radar (flertydig). (Se også artikler, som begynder med Radar)
 Der er for få eller ingen kildehenvisninger i denne artikel, hvilket er et problem. Du kan hjælpe ved at angive troværdige kilder til de påstande, som fremføres i artiklen.

Radar Film og dets datterfirma Radar FX er et prisvindende visual effects firma beliggende på Vesterbro i København, grundlagt i 1997 af Thomas Borch Nielsen.

## Portfolio

### Spillefilm
- Bornholms Stemme
- Dykkerne
- En Kort En Lang
- Fakiren fra Bilbao
- Jeg er Dina
- Skyggen
- Strings
- Ulvesommer
- Ørkenens juvel